# Petit Pierre
Das Binnenschiff Petit Pierre (französisch für: Kleiner Peter) war eines der beiden ersten Dieselmotorschiffe der Welt.

## Geschichte
Nachdem Frédéric Charles Dyckhoff 1897 mit Rudolf Diesel die Société Française des Moteurs R. Diesel gegründet hatte, rüstete er 1903 das erste Schiff mit einem Dieselmotor aus. Die schon vorhandene für den Betrieb auf dem Rhein-Marne-Kanal gebaute Péniche Petit Pierre war 38,5 Meter lang, knapp fünf Meter breit und hatte eine Tragfähigkeit von 265 Tonnen. Der Binnenkahn erhielt von Dyckhoff einen Einzylinder-Viertakt-Gegenkolbenmotor mit einer Bohrung von 210 mm, einem Hub von 300 mm, was einen Hubraum von 20,8 Litern ergibt, nach anderen Quellen einen Zweizylindergegenkolbenmotor mit einer Bohrung von 210 mm, einem Hub von 250 mm und einem Hubraum von 16,6 Litern (was sich aber widerspricht), nach noch einer anderen Quelle einen Dreizylinderviertaktmotor. 
Bei einer Drehzahl von 360/min leistete der Motor zwischen 18 und 22 kW (25 und 30 PS), die an einen Verstellpropeller übertragen wurden. Die erste Probefahrt fand im September 1903 statt und am 25. Oktober führte das Binnenmotorschiff seine Jungfernfahrt mit Rudolf Diesel an Bord durch.